# Igreja Católica no Cazaquistão
A Igreja Católica no Cazaquistão, por vezes grafado Casaquistão, é parte da Igreja Católica universal, em comunhão com a liderança espiritual do Papa, em Roma, e da Santa Sé. A Igreja cazaque é muito ativa nas atividades caritativas, especialmente através da Caritas e dos Missionários da Consolata. Os fiéis católicos são formados por cerca de dez nacionalidades diferentes. Há contradições sobre a questão da liberdade religiosa no país, que é garantida pela Constituição, porém enfrenta restrições do governo. Os que sofrem a perseguição mais intensa são muçulmanos que se convertem ao cristianismo. O relatório de perseguição religiosa de 2024 da fundação Portas Abertas considerou o Cazaquistão como o 47.º país que mais persegue os cristãos no mundo.

## História

### Origem e nestorianismo
A Igreja Católica tem raízes profundas no Cazaquistão. Desde o século IV, havia uma diocese na cidade de Marve, hoje situada no território do Turcomenistão. Soldados romanos cristãos situados no local foram feitos prisioneiros após uma batalha que perderam contra os persas. No século V, havia um mosteiro melquita.
A heresia nestoriana chegou ao Turcomenistão e Cazaquistão nos séculos VII e VIII. Igrejas cristãs ainda existem em Taraz e Mirke, e até os dias atuais os cristãos sírios habitam Taraz. No século VIII, os uigures foram convertidos. Comunidades cristãs nestorianas se desenvolveram no sul. Até o século XIII, o território da Ásia Central estava sob o governo de um patriarca nestoriano, e havia 25 arquidioceses e cerca de 150 bispos.

### Missões franciscanas
O surgimento de ordens monásticas mendicantes marca o início das missões católicas na Ásia. O missionário franciscano flamengo Guilherme de Rubruck viajou cerca de 16.000 km em dois anos. A maior parte do território em que Rubruck operou ficava no atual Cazaquistão. O religioso conseguiu converter imperadores mongóis, descendentes de Gengis Khan, ao catolicismo. Em meados de 1254, o líder Sartaque se converteu ao cristianismo e o Papa Inocêncio IV foi informado do fato. Com o grande número de conversões que ocorreram com o trabalho missionário franciscano, em 1278, houve tentativas da Santa Sé de organizar territorialmente a região do Cazaquistão e da Ásia Central. O Papa Nicolau III criou a Diocese de Kipciak, onde a Igreja gozava de regalias, como isenção do serviço militar e de impostos aos membros do clero e proteção das igrejas pelo imperador.
Um dos maiores diplomatas missionários dos séculos XIII e XIV foi o italiano João de Montecorvino, que foi enviado para a Ásia pelo Papa Nicolau IV em 1289, como outros franciscanos, incluindo Arnoldo de Colônia e Odorico de Pordenone. O líder Khan foi batizado pelos nestorianos com o nome cristão de Jorge (Kirghiz, em turco), que posteriormente se tornaria o nome do grupo quirguiz, que quer dizer literalmente povo de São Jorge. Sob a influência de Montecorvino, Khan Kirghiz tornou-se membro da Igreja Católica e até recebeu Ordens Menores dos Franciscanos. Dizem que o próprio Khan serviu Giovanni no altar durante a celebração da missa. Em 1306, Montecorvino endereçou uma carta ao Papa Nicolau IV, pedindo mais missionários. Um grupo de dominicanos foi enviado, mas só conseguiu chegar até Kiptchak. No ano seguinte, o Papa Clemente V o nomeou a arcebispo de Kambalik e patriarca do Extremo Oriente.

### Perseguição
Após as mortes de Montecorvino e do Khan, a situação se complicou. No século XIV, o imperador Tamerlão passou a usar a religião para forjar alianças políticas, e a usar o islamismo para iniciar uma perseguição aos cristãos, levando milhares de missionários e fiéis à morte. O Cazaquistão ficou 600 anos sem um bispo católico — até 1991.

### Comunismo
A Igreja Católica cazaque renasceu no século XX, quando o presidente soviético, Josef Stalin, ordenou a deportação de milhares de católicos para a Ásia Central. O que foi feito com a intenção de uma frenética perseguição, acabou rendendo um evento missionário à região. A partir de 1930, no episódio do Grande Expurgo, muitos cristãos de todas as denominações, incluindo padres, freiras e missionários, foram deportados e enviados para campos de concentração no Cazaquistão. Muitos dos que não morreram acabaram por se estabelecer no Cazaquistão. Esses sacerdotes desenvolveram importantes trabalhos durante e após a perseguição dos comunistas. A evangelização cresceu principalmente entre os estrangeiros. O padre Tadeusz Fedorowicz, que diretor espiritual do jovem Karol Wojtyła, soube que um grupo de paroquianos estava sendo deportado para a Ásia Central, e recebeu permissão do arcebispo para partir com eles, criando uma espécie de serviço pastoral para deportados. O padre Władysław Bukowiński passou anos na prisão, e recusou a oportunidade de voltar à Polônia, e fundou secretamente uma congregação de freiras, que hoje são numerosas e trabalham em várias partes dos antigos territórios da União Soviética. Por fim, o bispo Olexandr Chira, da Igreja Rutena, ordenado clandestinamente em um campo de concentração, em 1956, foi trabalhar como vigário paroquial, sem saber que tinha um bispo a seu serviço. Nesse período, também ficou muito conhecida a russo-alemã Gertrude Detzel, que se negou a renunciar sua fé perante o regime comunista. Em 1949, ela foi denunciada por isso, e mandada para um campo de trabalhos forçados, conhecido como Aldeia Tschemolgan. "Aos domingos, organizava orações conjuntas entre católicos e luteranos. Tudo isso atraia muita gente que a procurava e a seguia", disse sobre ela o bispo de Karaganda, Dom Adelio dell'Oro. Depois de liberta, também chegou a celebrar sacramentos, como batismos e casamentos (celebrados pelos próprios noivos); outros sacramentos só podiam ser celebrados por padres. Atualmente, ela está em processo de beatificação.
| “ | Quando Gertrude foi acordada à noite e interrogada, ela não teve medo de falar com o diretor campo de concentração. O interrogatório tão longe que, a certa altura, ele parou tudo, chamou os guardas e disse: ‘Levem-na de volta para o pavilhão. Porque eu mesmo estou quase começando a acreditar nisso! | ” |
|   | — Dom Adelio dell'Oro, bispo de Karaganda, sobre Gertrude Detzel. |   |

Somente em 1980, quando a Igreja de São José em Caraganda foi construída e consagrada, após longas disputas entre as autoridades soviéticas e o povo católico.

## Atualmente
Ainda que cerca de 70% da população do Cazaquistão se declare muçulmana, os 70 anos de domínio soviético e de ateísmo de Estado deixaram marcas na sociedade cazaque. Os governantes são descendentes do soviéticos ateus, e são altamente seculares, mantendo o islã sob seu domínio. Essa influência sobre a religiosidade da população resultou em uma adesão cultural ao islamismo, sem necessariamente seguir estritamente às suas leis religiosas.
A constituição cazaque permite a liberdade religiosa, contanto, a atual legislação religiosa, que foi aprovada em 2011 e reformada em 2021, requer a aprovação do Estado para publicação de literatura religiosa, como a Bíblia. Eventos realizados fora das igrejas também precisam de autorização.  A Igreja Ortodoxa Russa é a comunidade cristã mais tradicional e a que goza de mais liberdade por parte do governo, desde que não tente realizar proselitismo com os muçulmanos, enquanto que todas as outras igrejas estão sujeitas a monitoramento intenso e repressões das autoridades. As comunidades não tradicionais, especialmente os que são mais atuantes em evangelização, enfrentam perseguições das autoridades, como batidas policiais, ameaças, prisões e multas. Por outro lado, há uma proposta de flexibilização de algumas regras, como a distribuição de ícones, que não precisarão mais de autorização estatal, caso a seja aprovada. O bispo de Almati, José Luis Mumbiela, afirmou que as religiões consideradas tradicionais costumam ter boas relações com o governo, e normalmente funcionam sem grandes restrições. Também têm diminuído as aplicações de infrações relacionadas à atividade religiosa.
Os muçulmanos que se convertem ao cristianismo enfrentam as perseguições mais pesadas, principalmente da família, amigos e comunidade, e geralmente é pior nas áreas rurais. Há casos de longos cárceres privados, expulsão da comunidade. Os líderes religiosos locais também realizam pregações contra os apóstatas do islamismo. No geral, os cristãos têm de enfrentar isolamento social, boicote a seus negócios, exigência de subornos para continuarem funcionando e perda do emprego. Devido a isso, muitos mantêm sua fé em segredo. As mulheres convertidas ao cristianismo enfrentam a opressão social relacionada à submissão ao homem, abuso físico e verbal, assédio, ameaça, violência sexual, cárcere privado e casamento forçado com muçulmanos. Os homens têm de enfrentar assédio verbal, agressão, rejeição por parte da família e desemprego, especialmente se ocuparem uma posição de liderança na igreja. Os cristãos etnicamente cazaques, que eram praticamente inexistentes no início dos anos 1990, passaram a 15.000 atualmente.
Em entrevista ao portal Vatican News, a missionária colombiana da Consolata, irmã Claudia Graciela Lancheros, residente no Cazaquistão desde 2020. Ela explica que seu principal desafio é manter sua identidade de católica, ou seja, a de ser reconhecida como tal, a de explicar aos muçulmanos curiosos o que significa a vocação religiosa, o que significa entregar sua vida totalmente a Deus, não se casar nem ter filhos, entre outras questões. Ela elogia também a diversidade e a acolhida dos habitantes locais.
| “ | Às vezes se vê nos jovens que eles são chamados em seus corações e querem ser católicos, receber Jesus na Eucaristia, receber os sacramentos. Esse é o toque da graça de Deus, é Ele que move os corações e chama. Eu vejo como Ele está trabalhando no coração do povo. | ” |
|   | — Irmã Claudia Graciela Lancheros, missionária colombiana no Cazaquistão. |   |

Em 9 de setembro de 2012, foi inaugurada em Caraganda a nova Catedral de Nossa Senhora de Fátima, contando com a presença de mais de 1.500 fiéis, do cardeal Angelo Sodano, enviado especial do Papa Bento XVI, Dom Janusz Kaleta, bispo de Caraganda, outros bispos do país, padres, religiosos e peregrinos cazaques e de outras 14 nacionalidades, líderes ortodoxos, muçulmanos e autoridades civis cazaques.
Em setembro de 2020, foi a primeira vez que uma igreja em território cazaque recebeu o título de basílica menor; trata-se da igreja de São José, localizada em Caraganda. No interior do templo estão as relíquias do padre mártir do comunismo, Władysław Bukowiński. O ano 2021 foi importante para a Igreja Católica cazaque, que assistiu à primeira ordenação de um bispo nativo, Dom Yevgeniy Zinkovskiy, e à abertura do processo de beatificação de Gertrude Detzel, uma leiga cazaque consagrada. Atualmente a Igreja do Cazaquistão vem realizando a tradução de textos teológicos e litúrgicos para o idioma cazaque. Com a viagem do Papa Francisco ao país em 2022, o Vaticano divulgou estatísticas sobre a Igreja Católica do Cazaquistão, e, dentre elas, naquele ano, a proporção de padres para o número de católicos no país era de 1 para 1.198. Cada igreja tem em média 0,46 padre, ou seja, o número de sacerdotes ainda é insuficiente para atender a todas as igrejas católicas do país.
O bispo auxiliar de Astana, Athanasius Schneider, é um frequente crítico de certas abordagens do Papa Francisco sobre o ecumenismo e o diálogo inter-religioso. De uma maneira "através do respeito, através do amor fraterno", como ele mesmo define. Um dos exemplos disso são as palavras de Schneider sobre a presença do Pontífice em um encontro com líderes religiosos, foram que a presença de Francisco pode dar a impressão de que o papa apoia "um supermercado de religiões", que teria o cristianismo no mesmo patamar das outras religiões.
{{Citação2|Sublinhei a vocação do Cazaquistão a ser país do encontro: com efeito, nele convivem cerca de cento e cinquenta grupos étnicos e falam-se mais de oitenta línguas. Esta vocação, que se deve às suas caraterísticas geográficas e à sua história foi acolhida e abraçada como um caminho, que merece ser encorajado e apoiado. Também formulei votos para que ela possa prosseguir a construção de uma democracia cada vez mais madura, capaz de responder eficazmente às necessidades da sociedade como um todo. É uma tarefa árdua, que leva tempo, mas já se deve reconhecer que o Cazaquistão fez escolhas muito positivas, como a de dizer “não” às armas nucleares e a de boas políticas energéticas e ambientais. Isso foi corajoso. Num momento em que esta trágica guerra nos faz ver que alguns pensam em armas nucleares, nessa loucura, este país desde o início diz 'não' às armas nucleares.|Papa Francisco sobre a diversidade étnica do Cazaquistão

## Organização territorial
O catolicismo está presente no país com cinco circunscrições eclesiásticas, sendo quatro de rito romano — uma arquidiocese, duas dioceses e uma administração apostólica —, e uma administração apostólica de rito bizantino, que abrange o território cazaque e centro-asiático.
| Circunscrições eclesiásticas católicas do Cazaquistão                   | Circunscrições eclesiásticas católicas do Cazaquistão | Circunscrições eclesiásticas católicas do Cazaquistão | Circunscrições eclesiásticas católicas do Cazaquistão | Circunscrições eclesiásticas católicas do Cazaquistão |
| Circunscrição                                                           | Ano de ereção                                         | Catedral                                              | Mapa                                                  | Ref.                                                  |
| ----------------------------------------------------------------------- | ----------------------------------------------------- | ----------------------------------------------------- | ----------------------------------------------------- | ----------------------------------------------------- |
| Arquidiocese de Astana                                                  | 1999                                                  | Catedral de Nossa Senhora do Perpétuo Socorro         |                                                       | [ 26 ]                                                |
| Diocese de Caraganda                                                    | 1991                                                  | Catedral de Nossa Senhora de Fátima                   |                                                       | [ 27 ]                                                |
| Diocese de Almati                                                       | 1999                                                  | Catedral da Santíssima Trindade                       |                                                       | [ 28 ]                                                |
| Administração Apostólica de Atyrau                                      | 1999                                                  | Catedral da Santíssima Trindade                       |                                                       | [ 29 ]                                                |
| Administração Apostólica do Cazaquistão e Ásia Central (rito bizantino) | 2019                                                  | Catedral da Transfiguração de Nosso Senhor            |                                                       | [ 30 ]                                                |

## Conferência Episcopal
A Conferência dos Bispos da Ásia Central reúne os bispos de diversos países: Afeganistão, Azerbaijão, Cazaquistão, Mongólia, Quirguistão, Tajiquistão, Turcomenistão e Uzbequistão, e foi criada em 8 de setembro de 2021. Sua sede fica em Astana, no Cazaquistão.

## Nunciatura Apostólica
A Nunciatura Apostólica do Cazaquistão foi criada em 1994, e sua sede fica localizada em Astana, no Cazaquistão. O país e a Santa Sé estabeleceram relações diplomáticas em 17 de outubro de 1992. Em 24 de setembro de 1998, as duas partes assinaram um acordo, que garantiu à Igreja Católica a liberdade de realizar suas atividades sociais, educativas, assistência social e de saúde, ter acesso aos meios de comunicação social e garantir aos fiéis assistência espiritual em estabelecimentos de saúde e prisões.  Em 14 de setembro de 2022 foi assinado um novo acordo na sede do Ministério das Relações Exteriores, na capital do Cazaquistão. O documento visa facilitar a concessão de vistos e permissões de residência a missionários estrangeiros que irão atuar no país.

## Visitas papais
O país foi visitado por duas vezes por papas, sendo a primeira vez por São João Paulo II e uma vez pelo Papa Francisco. A primeira viagem foi feita entre os dias 22 a 25 de setembro de 2001, e também incluiu a Armênia. Essa foi a primeira visita de um pontífice a uma nação da Ásia Central.
| “ | 'Há um só Deus'. O Apóstolo afirma em primeiro lugar a absoluta unicidade de Deus. Os cristãos herdaram esta verdade dos filhos de Israel e partilham-na com os fiéis muçulmanos: é a fé no único Deus, "Senhor do céu e da terra" (Lc 10, 21), onipotente e misericordioso. Em nome deste único Deus, dirijo-me ao povo de antigas e profundas tradições religiosas, que vive no Cazaquistão. Dirijo-me também a todos os que não aderem a uma fé religiosa e a quantos procuram a verdade. Desejaria repetir-lhe as célebres palavras de São Paulo, que tive a alegria de ouvir de novo no passado mês de Maio no areópago de Atenas: "Deus... não se encontra longe de cada um de nós. É n'Ele, realmente, que vivemos, nos movemos e existimos" (At 17, 27-28). Volta à memória o que escreveu o vosso grande poeta Abay Kunanbayuli: 'Pode-se duvidar, porventura, da sua existência / se todas as coisas, na terra, dele dão testemunho?' | ” |
|   | — Homilia do Papa João Paulo II, em Astana, no dia 23 de setembro de 2001. |   |

A segunda viagem ocorreu entre 13 e 15 de outubro de 2022.
| “ | Quantas vezes estiolamos, desanimados e impacientes, nos nossos desertos, perdendo de vista a meta do caminho! Aqui, no Cazaquistão, também existe o deserto que, a par da paisagem esplêndida que nos oferece, fala-nos simultaneamente do cansaço, da aridez que às vezes trazemos no coração: são os momentos de cansaço e de prova, em que já não temos forças para olhar para cima, olhar para Deus; são as situações de vida pessoal, eclesial e social em que somos mordidos pela serpente da desconfiança, injetando em nós os venenos da desilusão e do desconsolo, do pessimismo e da resignação, fechando-nos no nosso eu, apagando o entusiasmo. Mas, na história desta terra, não faltaram outras mordeduras dolorosas: penso nas serpentes ardentes da violência, da perseguição ateísta, penso naquele caminho por vezes conturbado durante o qual foi ameaçada a liberdade do povo e ferida a sua dignidade. Faz-nos bem guardar a recordação daquilo que sofremos: certas brumas, é preciso não as cancelar da memória; caso contrário, pode-se pensar que sejam água passada e que o caminho do bem esteja delineado para sempre. E não! A paz nunca está conquistada duma vez por todas; há de ser conquistada cada dia, como também a convivência entre etnias e tradições religiosas diversas, o desenvolvimento integral, a justiça social. E, para que o Cazaquistão cresça ainda mais «na fraternidade, no diálogo e na compreensão (...) para “lançar pontes” de cooperação solidária com os outros povos, nações e culturas», há necessidade do empenho de todos. E ainda antes há necessidade dum renovado ato de confiança no Senhor: olhar para cima, olhar para Ele, aprender com o seu amor universal e crucificado. | ” |
|   | — Homilia do Papa Francisco em Astana, em 14 de setembro de 2022. |   |

## Beatos
O Cazaquistão atualmente não tem santos canonizados pela Igreja Católica, mas há três beatos. A lista não inclui apenas pessoas nascidas no país, mas qualquer pessoa que tenha tido relevância na evangelização.
- Nykyta Budka
- Oleksa Zaryts’kyi
- Władysław Bukowiński